# Čuan-sü
Čuan-sü (čínsky: tradič. 顓頊, zjed. 颛顼, pinyin: Zhuānxū), též známý jako Kao-jang (trad. 高陽, zj. 高阳, pin.: Gāo-yang, byl mytický císař starověké Číny.
Podle tradičních záznamů sepsaných S'-ma Čchienem byl Čuan-sü vnukem Žlutého císaře, jenž vedl klan Ši při migraci na východ do dnešního Šang-tungu, kde se uzavíráním sňatků s lidmi zvanými Tung-ji rozšířil kulturní vliv klanu a počet členů. Ve dvaceti letech se stal jejich panovníkem, a pak následovala jeho 78 let trvající vláda až do jeho smrti.

## Rodina
Čuan-sü byl vnukem Žlutého císaře a jeho ženy Lei-cü, jeho otcem byl Čchang-yi a jeho matka se podle S'-ma Čchiena jmenovala Čchang-cchü a Niu-čchü dle Bambusových análů.
Později byl Čuan-sü prohlašován za předka mnoha dynastií včetně Mi z království Čchu a Jüe, Jing z království Čchin a Cchao z Wei.

## Vláda
Čuan-sü je mnoha lidmi považován za jednoho z Pěti vladařů.
Podle S'-ma Čchienových Zápisků historika po smrti Žlutého císaře Čuan-süův strýc Šao-chao nevládl jako císař, jak uváděly jiné záznamy. Spíše byl Kao-jang vybrán za nového vůdce klanu na úkor svého otce a všech jeho strýců a získal jméno Čuan-sü. Poté porazil Kung-kunga, potomka císaře Jana.
Avšak v záznamech z Bambusových análů stojí, že Čuan-sü se v deseti letech stal pomocníkem svého strýce císaře Šao-šao a stal se právoplatným císařem, když mu bylo 20.
Přispěl k jednotnému kalendáři, astrologii, náboženství, aby potlačil šamanismus, prosadil patriarchát (namísto předešlého matriarchátu) a zakázal příbuzenské sňatky. Bambusové anály mu také připisují složení jedné z prvních písní, známé jako "Odpověď mrakům'.
Čuan-sü byl přemožen svým bratrancem, Šao-šaovým synem Kchuem. V Zápiscích historika kritizoval jednoho ze svých synů pro bytí hlupákem. Protože byly tam byly jmenováni pouze dva synové, mohl to být Kun, otec Jüa Velkého, nebo Čchiung-čchan, předek Šuna. Také Jao kritizoval Kuna pro jeho inkompetenci a destruktivnost. Zápisky historika označily Čuan-süa za bezvýznamného prostého občana, ač nevysvětlily, jak přišel o přízeň. Také měl osm nejmenovaných synů s dobrou reputací, kteří později pracovali pro Šuna.

## Kalendář
Bambusové anály zaznamenaly, že v třináctém roce své vlády Čuan-sü "vynalezl kalendářní kalkulace a vymezení nebeských těles".
Protože Čuan-sü byl prohlášen za zakladatele dynastie Čchin, bylo jeho jméno použito Š' Chuangtiem k inauguraci nového kalendářního systému.

## Mytologie
Čuan-sü byl také zmiňován jako bůh Polárky a jako otec Tchao-wua.